# 1800年美国总统选举
1800年美国总统选举是美國第四次的總統選舉。從10月31日星期五，進行到12月3日星期三。
這次的選舉有时被称作1800年革命，副总统托马斯·杰斐逊击败了在任总统约翰·亚当斯。这次选举后为民主共和党带来了很长一段时间在美国压倒性的优势，并间接导致了联邦党的解散。
这次选举的一个重要意义在于它暴露了美国宪法原始条文中的一个缺陷。按原始宪法规定，每位总统选举人投下两张总统选票，得票最高者当选总统，次高者当选副总统。民主共和党原本计划让一名选举人将其中一票弃权，只投一票给杰斐逊，这样可以使得杰斐逊比伯尔多得一票，使他们分别成为总统与副总统。但在实施中出了一点问题，所有选举人都投下了两张选票，导致两人同获73张选举人票，按宪法规定将由众议院進行权变选举，从二人中选择一人成为总统。然而，众议院由联邦党控制，多数联邦党议员不愿投票给杰斐逊，他们试图将伯尔选为总统。结果，众议院投票陷入僵局，投票进行了35轮之后仍然未能选出总统。在联邦党人亚历山大·汉密尔顿的游说下，在第36轮投票中部分联邦党人改变了主意，才将杰斐逊送上总统宝座。汉密尔顿的做法（以及一些其他事件）导致他和伯尔在1804年进行了决斗，他在决斗中被伯尔杀死。
在这次危机以后，美国国会制定了一条美利堅合眾國憲法第十二條修正案，将每名选举人投两张总统票改为每人投一张总统票和一张副总统票。修正案在1804年6月完成批准程序，在当年总统选举中开始生效。

## 普选

### 候选人
- 约翰·亚当斯，来自麻萨诸塞州，时任总统
- 阿龙·伯尔，来自纽约州，曾任联邦参议员
- 约翰·杰伊，纽约州州长
- 托马斯·杰斐逊，来自弗吉尼亚州，时任副总统
- 查爾斯·平克尼，来自南卡罗来纳州，曾任驻法国大使

### 结果
杰斐逊和伯尔同获73张选举人票，按照宪法将由众议院从二人中选择一人成为总统。
约翰·亚当斯也成为首位连任失败的美国总统。
| 候选人        | 政党       | 家乡         | 得票 |
| ------------- | ---------- | ------------ | ---- |
| 托马斯·杰佛逊 | 民主共和党 | 佛吉尼亚州   | 73   |
| 阿伦·伯尔     | 民主共和党 | 纽约州       | 73   |
| 约翰·亚当斯   | 联邦党     | 马萨诸塞州   | 65   |
| 查爾斯·平克尼 | 联邦党     | 南卡罗来纳州 | 64   |
| 约翰·杰伊     | 联邦党     | 纽约州       | 1    |

虽然众人皆知杰斐逊是总统候选人，伯尔是副总统候选人，但是众议院由联邦党控制。杰斐逊从1789年开始就强烈反对联邦党，联邦党人想借此机会报复，因此多数联邦党众议员投票给伯尔。结果联邦党控制的八个州有六个投票给了伯尔。（众议员投票选举总统时，每州只能投一票。）民主共和党人控制的七个州都投票给了杰斐逊。剩下的两个州是佛蒙特和马里兰州：前者支持二人的议员数相同，因此投下弃权票；后者有5名联邦党议员和3名民主共和党议员，但其中有一名联邦党投票给杰斐逊，因此该州也弃权。
从2月11日到17日，众议院进行了35轮投票，结果都是杰斐逊8票，伯尔6票。虽然杰斐逊获得相对多数，但是宪法规定要获得二分之一之绝对多数（至少9票）才能当选，构成僵局。
前任财长亚历山大·汉密尔顿也是联邦党人，但他在这时起了关键作用，积极游说联邦党籍众议员将票改投杰斐逊，因为选出“一个有着错误原则的人”（指杰斐逊）总比选出“一个没有原则的人”（指伯尔）要好。最后，在2月17日举行的第36轮投票中，杰斐逊当选。
在汉密尔顿的游说下，在第36轮投票中，特拉华州、马里兰州和佛蒙特州三州的联邦党众议员改投弃权票。这使得特州从支持伯尔改为弃权，马州和佛州从弃权改为支持杰斐逊。同时，南卡罗来纳州四名议员均改投弃权。结果杰斐逊获得10州支持，伯尔仅4个州，另有2州弃权。杰斐逊获得了绝对多数。
|              | 杰斐逊 | 伯尔 | 弃权 |
| ------------ | ------ | ---- | ---- |
| 第1-35轮投票 | 8      | 6    | 2    |
| 第36轮投票   | 10     | 4    | 2    |

下表列出详细结果，三个数字的顺序为杰斐逊-伯尔-弃权。
|              | 第1轮投票       | 第2-35轮投票    | 第36轮投票      |
| ------------ | --------------- | --------------- | --------------- |
| 佐治亚州     | 杰斐逊 (1-0-0)  | 杰斐逊 (1-0-0)  | 杰斐逊 (1-0-0)  |
| 肯塔基州     | 杰斐逊 (2-0-0)  | 杰斐逊 (2-0-0)  | 杰斐逊 (2-0-0)  |
| 新泽西州     | 杰斐逊 (3-2-0)  | 杰斐逊 (3-2-0)  | 杰斐逊 (3-2-0)  |
| 纽约州       | 杰斐逊 (6-4-0)  | 杰斐逊 (6-4-0)  | 杰斐逊 (6-4-0)  |
| 北卡罗来纳州 | 杰斐逊 (9-1-0)  | 杰斐逊 (6-4-0)  | 杰斐逊 (6-4-0)  |
| 宾夕法尼亚州 | 杰斐逊 (9-4-0)  | 杰斐逊 (9-4-0)  | 杰斐逊 (9-4-0)  |
| 田纳西州     | 杰斐逊 (1-0-0)  | 杰斐逊 (1-0-0)  | 杰斐逊 (1-0-0)  |
| 弗吉尼亚州   | 杰斐逊 (16-3-0) | 杰斐逊 (14-5-0) | 杰斐逊 (14-5-0) |
| 马里兰州     | 弃权 (4-4-0)    | 弃权 (4-4-0)    | 杰斐逊 (4-0-4)  |
| 佛蒙特州     | 弃权 (1-1-0)    | 弃权 (1-1-0)    | 杰斐逊 (1-0-1)  |
| 特拉华州     | 伯尔 (0-1-0)    | 伯尔 (0-1-0)    | 弃权 (0-0-1)    |
| 南卡羅萊納州 | 伯尔 (0-5-0)    | 伯尔 (1-3-0)    | 弃权 (0-0-4)    |
| 康涅狄格州   | 伯尔 (0-7-0)    | 伯尔 (0-7-0)    | 伯尔 (0-7-0)    |
| 麻薩諸塞州   | 伯尔 (3-11-0)   | 伯尔 (3-11-0)   | 伯尔 (3-11-0)   |
| 新罕布什尔   | 伯尔 (0-4-0)    | 伯尔 (0-4-0)    | 伯尔 (0-4-0)    |
| 罗德岛州     | 伯尔 (0-2-0)    | 伯尔 (0-2-0)    | 伯尔 (0-2-0)    |

1. ↑  第2-35轮投票的结果并非完全一致，此处选取的是其中较有代表性的结果，但各州支持的候选人在第2-35轮投票中保持不变。
2. ↑  佐治亚州原本应有2名议员，但因詹姆斯·琼斯的去世导致投票时第二个议员席位空缺，故只有1名议员参与投票。
3. ↑  南卡罗莱纳州原本应有6名议员，但因托马斯·萨姆特因病暂时缺席以及亚伯拉罕·诺特中途离职，故只有4-5名议员参与投票。

### 其他資料
- . 華盛頓DC: Gales and Seaton. 1834–1856: 10:1028–1033  [2009-01-11]. （原始内容存档于2020-11-15）.
- . The Green Papers.   [2005-03-20]. （原始内容存档于2020-11-05）.

### 書籍
- Doron Ben-Atar and Barbara B. Oberg, eds. (编). . 1999.
- Jeffrey L. Pasley, et al., eds. (编). . 2004.
- Beard, Charles A. . 1915.
- Bowling, Kenneth R.; Donald R. Kennon. . 2005.
- Buel, Richard. . 1972.
- Chambers, William Nisbet. . 1963.
- Chernow, Ron. . 2004.
- Cunningham, Noble E., Jr. . 1965.
- Dunn, Susan. . 2004.
- Elkins, Stanley; Eric McKitrick. . 1995.
- Ferling, John. . 2004  [2009-01-11]. （原始内容存档于2012-03-04）.
- Fischer, David Hackett. . 1965.
- Freeman, Joanne B. . Yale Law Journal. 1999, 108 (8): 1959–1994. doi:10.2307/797378.
- Goodman, Paul. . William Nisbet Chambers and Walter Dean Burnham, eds.  (编). . 1967: 56–89.
- Hofstadter, Richard. . 1970.
- Kennedy, Roger G. . Oxford University Press. 2000.
- McCullough, David. . 2001.
- Horn, James P. P.; Jan Ellen Lewis, Peter S. Onuf. . 2002.
- Miller, John C. . 1959.
- Roberts, Cokie. . 2008.
- Schachner, Nathan. . 1961.
- Sharp, James Roger. . 1993.

## 外部連結
- Documentary Timeline Lesson plans from NEH
- A New Nation Votes: American Election Returns 1787-1825